# Texhoma (Oklahoma)
Texhoma es un pueblo ubicado en el condado de Texas en el estado estadounidense de Oklahoma. En el año 2010 tenía una población de 		926 habitantes y una densidad poblacional de 463 personas por km².

## Geografía
Texhoma se encuentra ubicado en las coordenadas 36°30′16″N 101°47′11″O / 36.50444, -101.78639 (36.504421, -101.786517).

## Demografía
Según la Oficina del Censo en 2000 los ingresos medios por hogar en la localidad eran de $27,500 y los ingresos medios por familia eran $36,667. Los hombres tenían unos ingresos medios de $23,229 frente a los $18,250 para las mujeres. La renta per cápita para la localidad era de $12,938. Alrededor del 15.8% de la población estaban por debajo del umbral de pobreza.